# تیمبر کریک
تیمبر کریک (به انگلیسی: Timber Creek) شهرکی واقع در ایالت قلمرو شمالی در استرالیاست. این شهرک در ۶۰۱ کیلومتری (۳۷۳ مایلی) جنوب داروین و ۲۸۶ کیلومتری (۱۷۸ مایلی) جنوب غرب کاترین واقع شده است.

## آب و هوا
| داده‌های اقلیم تیمبر کریک | داده‌های اقلیم تیمبر کریک | داده‌های اقلیم تیمبر کریک | داده‌های اقلیم تیمبر کریک | داده‌های اقلیم تیمبر کریک | داده‌های اقلیم تیمبر کریک | داده‌های اقلیم تیمبر کریک | داده‌های اقلیم تیمبر کریک | داده‌های اقلیم تیمبر کریک | داده‌های اقلیم تیمبر کریک | داده‌های اقلیم تیمبر کریک | داده‌های اقلیم تیمبر کریک | داده‌های اقلیم تیمبر کریک | داده‌های اقلیم تیمبر کریک |
| ماه                      | ژانویه                   | فوریه                    | مارس                     | آوریل                    | مه                       | ژوئن                     | ژوئیه                    | اوت                      | سپتامبر                  | اکتبر                    | نوامبر                   | دسامبر                   | سال                      |
| ------------------------ | ------------------------ | ------------------------ | ------------------------ | ------------------------ | ------------------------ | ------------------------ | ------------------------ | ------------------------ | ------------------------ | ------------------------ | ------------------------ | ------------------------ | ------------------------ |
| میانگین بیش‌ترین °C (°F)  | ۳۵٫۹ (۹۷)                | ۳۵٫۱ (۹۵)                | ۳۵٫۴ (۹۶)                | ۳۵٫۲ (۹۵)                | ۳۲٫۹ (۹۱)                | ۳۰٫۳ (۸۷)                | ۳۰٫۶ (۸۷)                | ۳۲٫۹ (۹۱)                | ۳۶٫۵ (۹۸)                | ۳۸٫۳ (۱۰۱)               | ۳۸٫۴ (۱۰۱)               | ۳۷٫۱ (۹۹)                | ۳۴٫۹ (۹۵)                |
| میانگین کم‌ترین °C (°F)   | ۲۴٫۹ (۷۷)                | ۲۴٫۶ (۷۶)                | ۲۳٫۵ (۷۴)                | ۲۱٫۱ (۷۰)                | ۱۸٫۳ (۶۵)                | ۱۵٫۴ (۶۰)                | ۱۴٫۷ (۵۸)                | ۱۶٫۰ (۶۱)                | ۲۰٫۶ (۶۹)                | ۲۴٫۰ (۷۵)                | ۲۵٫۱ (۷۷)                | ۲۵٫۴ (۷۸)                | ۲۱٫۱ (۷۰)                |
| بارندگی میلی‌متر (اینچ)   | ۲۲۸٫۷ (۹)                | ۲۳۳٫۱ (۹٫۱۸)             | ۱۶۳٫۷ (۶٫۴۴)             | ۳۰٫۵ (۱٫۲)               | ۸٫۲ (۰٫۳۲)               | ۲٫۸ (۰٫۱۱)               | ۲٫۰ (۰٫۰۸)               | ۰٫۶ (۰٫۰۲)               | ۵٫۹ (۰٫۲۳)               | ۲۹٫۰ (۱٫۱۴)              | ۸۳٫۰ (۳٫۲۷)              | ۱۷۷٫۲ (۶٫۹۸)             | ۹۷۸٫۷ (۳۸٫۵۳)            |
| میانگین روزهای بارانی    | ۱۴٫۰                     | ۱۴٫۱                     | ۱۰٫۲                     | ۲٫۳                      | ۰٫۷                      | ۰٫۳                      | ۰٫۲                      | ۰٫۱                      | ۰٫۸                      | ۳٫۰                      | ۷٫۲                      | ۱۱٫۶                     | ۶۴٫۵                     |
| منبع:                    |                          |                          |                          |                          |                          |                          |                          |                          |                          |                          |                          |                          |                          |